# تشارلي رايت
تشارلي رايت (بالإنجليزية: Charlie Wright)‏ (11 ديسمبر 1938 بغلاسكو في المملكة المتحدة - 28 ديسمبر 2024) هو مدرب كرة قدم ولاعب كرة قدم بريطاني في مركز حراسة المرمى. شارك مع منتخب هونغ كونغ لكرة القدم. أما مع النوادي، فقد لعب مع بولتون واندررز وتشارلتون أثلتيك وغريمسبي تاون ونادي رينجرز وإيست كيلبريد ‏ ونادي ووركينغتون.

## وصلات خارجية
- تشارلي رايت على موقع قاعدة بيانات كرة القدم.إي يو (الإنجليزية)
- تشارلي رايت على موقع Soccerbase.com (مدرب) (الإنجليزية)